# Palais Kees

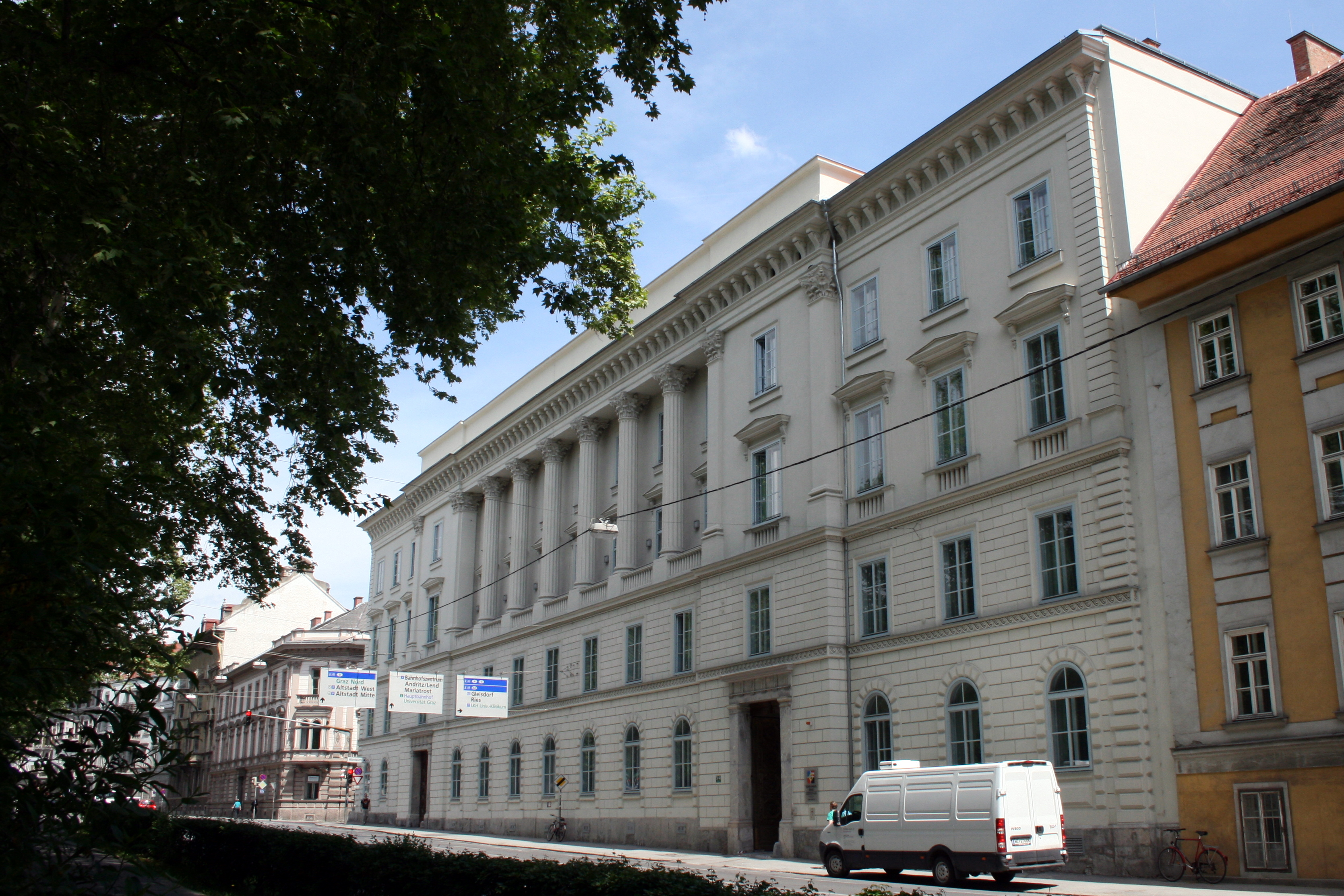
Palais Kees

Das Palais Kees ist ein ehemaliges Grazer Palais an der Ecke Elisabethstraße und Glacisstraße im Bezirk Innere Stadt.

## Geschichte, Architektur  und Gestaltung
Das Palais wurde zwischen 1843 und 1845 vom Architekten Georg Hauberrisser dem Älteren für Johann Christoph Kees als Zinshaus errichtet. Es ist das bedeutendste Bauwerk des Spätklassizismus in Graz. Ab 1884 befand sich das k.u.k Korpskommando in den Räumlichkeiten. Nach den 2009 begonnenen Umbauten und einer groß angelegten Restaurierung beherbergt das ehemalige Palais Kees nun ein Studentenheim.
Der Mittelrisalit an der Schauseite besitzt eine monumentale Kolonnadenfront mit Balustraden. Die beiden Steinportale mit Torflügeln aus der Bauzeit sind mit Pilastern und einem durchgehenden Fries geschmückt sowie mit Prellsteinen versehen.